# パスワードと記憶の干渉

## 「記憶の干渉」
「記憶の干渉」は、認知心理学において記憶の忘却を説明する理論の一つ。記憶の忘却は時間の経過とともに減衰するとするのが「減衰説」であり、貯蔵された記憶が相互に干渉することを主因とするのが「干渉説」である。（参考文献:『認知心理学2記憶』）

## パスワードと「記憶の干渉」
それ単独としては覚えていられるようなパスワードであっても、いくつかを一度に記憶しようとすると混同や記憶違いが起こりやすくなってくる。銀行カードのわずか4桁の暗証番号でさえ複数個の暗証番号をたやすく使いわけることができないのは、数字4桁という同じ形式のものの数が増えれば増えるほど類似性による干渉が起こり、記憶が抑制されるためである。類似性の薄いものからは干渉を受けにくいので、暗証番号やパスワードを画像情報に変える画像認証が登場した。
- パスワードの使い回し
インターネットユーザが使っているパスワードの実態については野村総合研究所の調査がある。同調査によると、IDを使ってログインするサイト数は平均13.4に対して、記憶可能なID・パスワード数は平均3.1組となっており、また9割以上の回答者がID・パスワードを複数のサイトで併用している、ことが明らかになった。平均的なインターネットユーザにとっては、記憶可能なパスワードがほぼ3個であり、ログインするサイトがそれを上回ればメモに書くか同一パスワードを使い回すしかない。他のサイトで流出したパスワードを使って別のサイトで不正アクセスが行われるという事件が多発するようになったが、パスワードの使い回しがそれを許す主因となっている。
- パスワード作成の工夫
覚えられるパスワードは破られやすく、破られにくいパスワードは覚えにくい、という文字パスワードの弱点対策として、「破られにくくかつ覚えやすいパスワード」の作り方を指南するサイト（ほか多数）がある。提案されている「工夫」は様々であるが、パスワードを一つだけ持つユーザにとっては有意義であっても、複数のパスワードを作れば「記憶の干渉」を受けるのでパスワードの弱点解決策としては極めて限定されたものとなる。